# Brigada Jorge Calvo
Brigada muralística argentina creada en febrero de 2006 y que ha efectuado una cantidad significativa de murales y talleres en todo el país. Principalmente en la Ciudad Autónoma de Buenos Aires y el conurbano bonaerense. Su nombre recuerda a Jorge Calvo, dirigente del Partido Comunista Argentino asesinado por la policía en 1950 durante el primer gobierno de Juan Domingo Perón.
La Brigada Jorge Calvo (BJC) es una escuela permanente e itinerante de la que han participado cientos de personas de toda condición social, principalmente jóvenes, y de la que han surgido como consecuencia brigadas y grupos que han desarrollado su labor, reivindicando su pertenencia a la escuela o de manera autónoma.
La Brigada Jorge Calvo (BJC) es una experiencia contracultural, no depende de ninguna institución gubernamental o no gubernamental de la cultura oficial imperante. Conceptualmente plantea la sustitución de la cultura oficial por una realmente popular, nacional y revolucionaria. Esta intención queda claramente expresada en su lema: «Pintamos para vencer». Si bien la brigada no es la expresión orgánica de ningún partido político, articula su accionar con organizaciones de izquierda y movimientos sociales.
El nacimiento y actuación de la Brigada Jorge Calvo (BJC) ha provocado un verdadero fenómeno juvenil, ya que no se pintaba con esta técnica en Argentina antes de la creación de esta brigada. De manera contemporánea, han surgido distintos grupos que pintan con la misma técnica y estética, tanto en organizaciones políticas, en movimientos sociales o grupos independientes de artistas, lo cual sería reflejo de esta influencia. La Brigada Muralística Jorge Calvo, ha inaugurado un arte callejero de características militantes con muy escasos antecedentes en Argentina. 

«Tal como en el arte de los cristianos primitivos, los murales urbanos están hechos de símbolos y letras. La paloma, la mano, la espiga, la estrella, son como el lenguaje de una nueva fe que por mucho tiempo se divulgó en la clandestinidad de la noche. Y tal como estos artistas primitivos, los integrantes de las brigadas muralistas no sabían que estaban gestando una nueva forma de expresión y la posibilidad de un auténtico arte popular. Los murales urbanos son anónimos y pasajeros. Lo esencial en ellos es que no perduran. El mensaje cambia al ritmo de los acontecimientos. Están tan entroncados en la vida que su arte está en permanente conflicto con el viento, con la lluvia, con el trabajo de otros hombres. Lo que hoy se pinta se destruye mañana».
Ernesto Saúl, "Pintura Social en Chile", Ed. Quimantú 1073

## Su nacimiento
En enero de 2006 un grupo de artistas argentinos viaja a la República de Chile a participar en una serie de eventos y actividades invitados por Cultura en Movimiento, una experiencia exitosa que ha logrado nuclear en Chile a un sinnúmero de personalidades, artistas y experiencias, a lo largo y ancho de aquel país en pos de una cultura popular y de corte netamente integrador y americanista.
En una de esas actividades, en el barrio La Legua de Santiago de Chile, se conocen el gran artista plástico chileno Alejandro «el mono» González y el poeta argentino Armando de Magdalena. Pintando allí un mural nace la idea de que Alejandro «el mono» González viaje a la Argentina para dar una serie de talleres de afiche artesanal y muralismo. Un mes más tarde, junto a su hijo Sebastián González, el trabajador social Roberto Guerra Veas y el joven californiano Philip Benett, llega «el mono» González a la Argentina para realizar una serie de murales y talleres en el marco del 30 aniversario del Golpe Militar de 1976 en Argentina.

## Muralismo y memoria
Del 16 al 23 de febrero de 2006 la Brigada Jorge Calvo realizó una decena de murales en los barrios de Paternal y Congreso de la Ciudad Autónoma de Buenos Aires y en las ciudades de Morón, San Miguel y Zárate del Gran Buenos Aires. Organizó tres talleres de afiche artesanal, todos con el lema «nunca más» y enmarcados en las actividades preparatorias de la conmemoración del golpe de Estado de 1976 en Argentina (también conocido como Proceso de Reorganización Nacional) participando del evento jóvenes, docentes, gestores culturales, artistas y militantes políticos y sociales.
La mañana del 23 de febrero los brigadistas chilenos retornan a Chile y en Argentina ese grupo emergente de los murales realizados continúa pintando sin interrupción hasta finalizar el día 24 de marzo. En la marcha principal hacia la Plaza de Mayo, pintaron el último mural de esa serie en Avenida de Mayo a pocas cuadras de la plaza. En ese ínterin que va desde el 23 de febrero al 24 de marzo, nace la Brigada Jorge Calvo como parte integrante de Cultura en Movimiento. Toma el nombre de un dirigente juvenil comunista asesinado en su local, mientras cubría la retirada de sus compañeros, a manos de un grupo de choque de la Sección Especial Anticomunsita, bajo el gobierno del General Juan Domingo Perón , el 4 de agosto de 1950.
Desde aquel enero, y bajo la dirección de uno de sus fundadores, el poeta Armando de Magdalena, la Brigada Jorge Calvo, no ha dejado de pintar, ni de realizar talleres, ni de comprometerse con las mejores causas de su pueblo y del mundo.

## Bocetos, Afiches y Murales del 30 aniversario

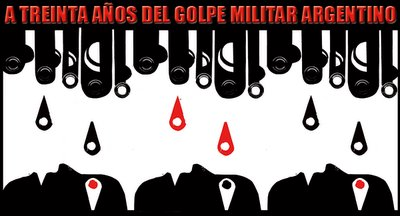
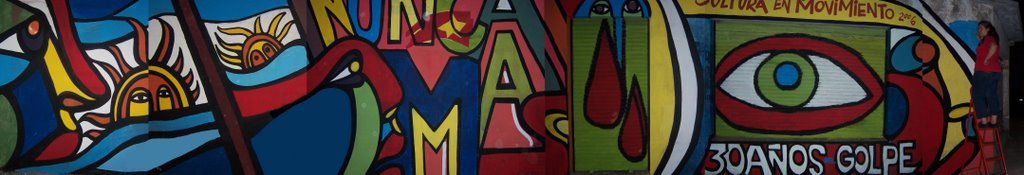
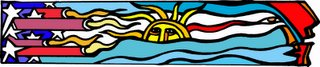
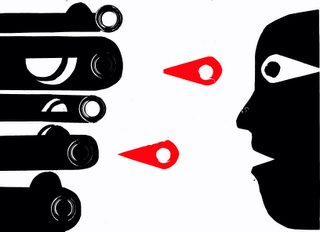
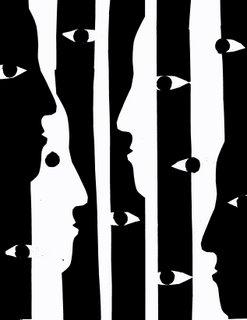
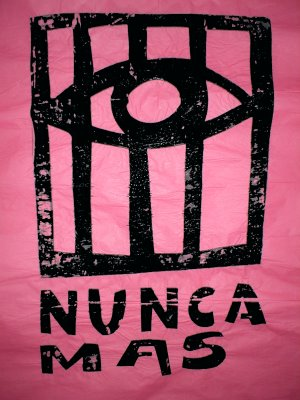

## El concepto artístico
Esta brigada nace gracias al mensaje que Alejandro «el mono» González propagó durante su visita a la Argentina en aquel verano del 2006. «El mono» es a su vez uno de los fundadores de la mítica Brigada Ramona Parra (BRP), que junto con la Elmo Catalán (BEC) y otras muchas, terminaron siendo la estética de la Unidad Popular en Chile, constituyendo lo que en ese país se llamó y se llama: el «arte brigadista». Este «arte brigadista chileno» nace de las manos de los jóvenes militantes políticos que pintaban consignas en la década de los 60 y a las que de a poco y para diferenciarse de otras emisiones, fueron agregando «monos», pequeños motivos hermanados con la gráfica, el cómic o la pintura ingenua, y que con el tiempo y mediados por un sinnúmero de influencias, devinieron en un estilo muy particular y que hoy los distingue en todo el mundo. Este origen «militante» del muralismo brigadista chileno, es lo que le imprime determinadas características no sólo estéticas, sino también a la técnica misma, a la organización interna de las brigadas y al desarrollo y ejecución de los murales: disciplina, rapidez, división del trabajo y combatividad, podrían ser seguramente las principales características del concepto brigadista en materia de murales. Esto es lo que la Brigada Jorge Calvo toma como núcleo duro de aquel mensaje y de aquella experiencia: un arte público, político, coercitivo, que sin dejar de tener aspiraciones estéticas, subordina esas pretensiones en pos de lo político, de lo integrador, de lo participativo, de ser una experiencia liberadora para quienes eventualmente colaboran con la ejecución de un mural determinado. Es en ese sentido que la propia Brigada Jorge Calvo se ve más a sí misma como la propagadora de un mensaje y de un concepto, que como la ejecutora de una obra pictórica determinada.

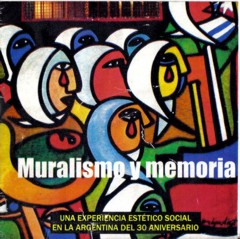
Portada de Muralismo y Memoria

## Un arte colectivo
Lo colectivo es la esencia de este arte callejero. La participación no tiene sólo que ver con la incorporación al trabajo de ejecución del mural de la comunidad donde el mural está insertado, sino de todo un proceso anterior de discusión del boceto por parte de dicha comunidad. Esto hace que el mural no sea algo extrínseco, sino algo tomado como propio por los miembros de esa comunidad donde el mural está emplazado. Esto es vital para la supervivencia del mural en el tiempo.
Otro aspecto importante de este tipo de arte es la obra como "experiencia liberadora". Ya que en el participan individuos a quienes la cultura oficial generalmente condena a ser meros receptores de mensajes, y no emisores de los mismos. En el marco de la sociedad actual el hecho de tener una experiencia creativa es sin duda un hecho liberador para sectores generalmente marginados. La emisión de mensajes que proyectan sus simbología, su problemática y aspiraciones, se convierte en un actor más de la batalla cultural entre lo popular y lo formal, lo propio y lo impuesto.

## La técnica
La Brigada Jorge Calvo no ha encontrado aún una identidad pictórica acabada. Sus murales son variados desde el punto de vista estilístico y los resultados tienen mucho que ver con los participantes en la confección de cada mural. Sus murales parten de un trazado ingenuo de líneas simples pero intrincadas, que generan una multiplicidad de figuras geométricas, que luego son rellenadas de manera más o menos arbitraria con colores planos y primarios. Desde el punto de vista estético genera un contraste entre la ingenuidad de la línea, el optimismo de la paleta y el dramatismo del mensaje. Desde el punto de vista de la ejecución del mural. La técnica empleada posibilita que una persona con conocimientos genere el trazado general del mural y otras personas, sin ninguna experiencia previa, puedan participar y ser coautores de un hecho artístico. Armando de Magdalena lo define como «el sentido liberador del arte», las personas descubren, mediante la experiencia de participar en la confección de un mural, que son capaces de expresarse y generar belleza. Que no son meros espectadores y/o consumidores de arte generado por otros.

## Reconocimiento
La labor de la Brigada Jorge Calvo ha sido reconocida por muchas organizaciones de distinta índole, como sindicatos, partidos, agrupaciones político sociales y culturales, y por artistas plásticos como el argentino Carlos Terribili, el muralista cerámico Lorgio Vaca de Bolivia, el cubano radicado en Francia Gabriel Romero Pérez, algunos miembros de la Brigada Ramona Parra (BRP), la página Murales Políticos del mundo y el propio «mono» González, entre otros. El 8 de abril de 2009 la Cámara de Diputados de la Nación Argentina presentó un proyecto de resolución en reconocimiento a uno de sus murales.